# Phacochoerus
Phacochoerus (knobbelzwijn) is een geslacht van zoogdieren uit de  familie van de Suidae (Varkens).

## Soorten
- Phacochoerus africanus (Gmelin, 1788) – Knobbelzwijn
- Phacochoerus aethiopicus (Pallas, 1766) – Woestijnknobbelzwijn